# 于炎冰
于炎冰（1967年12月—），中国神经外科专家。北京大学医学部及北京协和医院医科大学博士研究生导师，享受国务院特殊津贴并获王忠诚中国神经外科医师奖，2009年入选新世纪百千万人才工程国家级人选，2015年获卫计委有突出贡献中青年专家称号。 2008年起任卫计委中日友好医院神经外科主任、脑瘫治疗中心主任、三叉神经痛和面肌痉挛微创治疗中心主任。

## 教育背景
1991年毕业于吉林大學白求恩醫學部后一直在中日友好医院神经外科工作至今。1999年于北京協和醫學院获神经外科医学硕士学位。1995年赴日本东京国立国际医疗中心神经外科和女子医科大学神经外科任访问学者。2012年赴美国哈佛大学医学院附属（Brigham and Women's Hospital）神经外科及波士顿儿童医院小儿神经外科任访问学者。

## 学术及社会兼职
中华医学会神经外科分会全国委员、北京医学会神经外科分会副主任委员、中华神经外科杂志副主编及定稿会专家、世界华人神经外科协会常委、中华医学会神经外科分会功能神经外科学组副组长、中国研究型医院协会神经外科专业委员会副主任委员、第二届中国小儿神经外科专家委员会主任委员、第三届中国小儿神经外科专家委员会名誉主任委员、中国医师协会神经外科医师分会（CCNS） 第四届全国委员、北京市神经外科专家委员会副主任委员、中国功能神经外科专家委员会副主任委员、中国医师协会神经调控专业委员会委员、中华医学会疼痛学分会中枢痛学组委员、北京医师协会神经外科专科医师分会常务理事、中国颅底外科专家委员会委员、中国医师协会神经外科医师分会专科医师培训基地认证与建设委员会委员、北京医学会神经外科分会功能神经外科学组组长、国家自然科学基金委员会评议专家、中华医学会医疗鉴定专家库专家、北京市医学会鉴定专家、Neurocritical Care 中文版编委、中华神经医学杂志编委、中国微侵袭神经外科杂志编委、中国临床神经外科杂志编委、中华神经外科疾病研究杂志编委、神经疾病与精神卫生杂志编委、中国临床神经科学杂志编委、临床神经外科杂志特约审稿专家。

## 专业特长
2000年在国内率先开展了选择性周围神经显微缩小术治疗脑瘫、脑和脊髓肿瘤及损伤等疾患引起的四肢痉挛状态，取得了满意疗效, 特别适用于症状单一的病人，具有创伤小、并发症少、术后恢复快等特点。在国内最早开展个体化、规范化治疗小儿脑瘫，使症状复杂多样的脑瘫患者能够得到因人而异的个体化治疗，并对传统的SPR手术进行多项改进，在国际上首次将神经内窥镜应用到SPR手术中，将手术创伤和并发症降到最低。在国际上率先采用改良Foerster-Dandy手术治疗痉挛性斜颈取得优良疗效。目前已为万余例脑瘫患者施行了手术治疗，积累了丰富的经验，手术总有效率在95%以上。为万余例三叉神经痛、面肌痉挛、舌咽神经痛的患者施行了桥小脑角区显微血管减压术，通过对手术技巧的不断改良，取得满意疗效，总有效率在98%以上，并使并发症大为减少。在桥小脑角区肿瘤显微手术全切除及面听神经功能保留、面神经功能重建等的显微外科治疗方面有较深造诣。积极开展颅底肿瘤切除术、脑干肿瘤切除术、巨大颅咽管瘤全切除、直接经单鼻孔经蝶垂体腺瘤切除、复发难治性脊髓脊膜膨出的再手术、脊髓拴系综合征显微手术、术中脑皮层电图监测下癫痫灶切除术、手术及同步放化疗综合治疗脑胶质瘤、高颈段脊髓髓内肿瘤及寰枕区肿瘤全切除等工作，成效显著。近年来在PLOSONE、JNeurosurgery、中华神经外科杂志等核心期刊发表中英文论著100余篇，主编专业书籍4部，参编8部。

## 科研成果
主持国家科技部十五重点攻关课题、国家自然科学基金、国家海洋科研计划、卫生部重点科研课题、首都医学发展基金、中日友好医院特色专科基金、中日友好医院重点科研课题等国家及省部级重点科研课题10余项，并作为主要学术骨干参加国家“973”计划课题。培养研究生20余名。近年来在核心期刊发表中英文论著100余篇，主编专业书籍4部，参编8部。先后在国际、全国性神经外科学术会议上做专题发言60余次。
曾荣获2013年华夏医学科技奖三等奖、2005年度北京市科技进步三等奖、2007年度第四届中国科协优秀论文奖、2006年度王忠诚中国神经外科青年医师奖、2008年度中日友好医院优秀教师奖，2004及2011年度中日友好医院科技进步二等奖，享受国务院特殊津贴，于2009年入选新世纪百千万人才工程国家级人选，2015年获卫计委有突出贡献中青年专家称号。

## 特病门诊
- 面肌痉挛、三叉神经痛专病门诊（中日友好医院神经外科）。
- 神经外科脑瘫专病门诊。